# San Luis de La Loma
San Luis de La Loma är en ort i Mexiko.   Den ligger i kommunen Técpan de Galeana och delstaten Guerrero, i den södra delen av landet, 300 km sydväst om huvudstaden Mexico City. San Luis de La Loma ligger 26 meter över havet och antalet invånare är 11 090.
Terrängen runt San Luis de La Loma är platt åt sydväst, men åt nordost är den kuperad. Runt San Luis de La Loma är det ganska glesbefolkat, med 22 invånare per kvadratkilometer. San Luis de La Loma är det största samhället i trakten. Omgivningarna runt San Luis de La Loma är en mosaik av jordbruksmark och naturlig växtlighet.